# Крутий яр (пам'ятка природи)
Крутий яр — ботанічна пам'ятка природи місцевого значення. Об'єкт розташований на території Бобринецького району Кіровоградської області.
Площа — 82 га, статус отриманий у 2010 році.